# Piazza della Libertà
Piazza della Libertà (Nederlands: Plein van de Vrijheid) is een plein in het noorden van het historische centrum van Florence. Sinds 1738 staat er een triomfboog die is opgericht ter ere van het huis Habsburg-Lotharingen dat na het uitsterven van het huis Medici de groothertogen van Toscane leverde.
Piazza della Signoria · Piazzale Michelangelo · Piazza SS. Annunziata · Piazza della Libertà